# جک بونهام
جک بونهام (انگلیسی: Jack Bonham؛ زادهٔ ۱۴ سپتامبر ۱۹۹۳) بازیکن فوتبال اهل بریتانیا است.
از باشگاه‌هایی که در آن بازی کرده‌است می‌توان به باشگاه فوتبال واتفورد، باشگاه فوتبال هارو بورو، و باشگاه فوتبال برنتفورد اشاره کرد.
وی همچنین در تیم ملی فوتبال زیر 17 سال جمهوری ایرلند بازی کرده‌است.